# Cloeotis percivali
Cloeotis percivali är en fladdermusart som beskrevs av Thomas 1901. Cloeotis percivali är ensam i släktet Cloeotis som tillhör familjen rundbladnäsor. IUCN kategoriserar arten globalt som livskraftig.
Inga underarter finns listade i Catalogue of Life. Wilson & Reeder (2005) skiljer mellan två underarter.

## Utseende
Individerna når en kroppslängd (huvud och bål) av 33 till 50 mm, en svanslängd av 22 till 33 mm och en vikt av 3,8 till 5,9 g. Underarmarna är 30 till 36 mm låga. Nominatformen har gråbrun päls på ryggen och underarten C. p. australis har en brun ovansida. På undersidan är pälsen ljusgrå till gulvit. Det centrala bladet (hudfliken) vid näsan liknar en treudd i utseende. Bladet omslutas av en rund hudflik. Arten skiljer sig från närbesläktade bladnäsor genom avvikande detaljer av skallens konstruktion.
Enligt Kingdon (2013) finns populationer med en mer orange pälsfärg. Den orangebruna pälsen finns på ryggen och axlarna samt huvudet är mer gula. Regionen kring ögonen och näsan är brun.
Artens små avrundade öron står långt ifrån varandra och de är huvudsakligen gömda i pälsen. Cloeotis percivali har en mörkbrun till gråbrun flygmembran. Svansen är nästan helt inbäddad i svansflyghuden. Bara en svanskota står utanför. Bakfötternas tår är utrustade med långa klor.

## Utbredning
Denna fladdermus förekommer i södra Afrika från södra Zambia till östra Sydafrika. Cloeotis percivali föredrar savanner men den hittas även i andra landskap.

## Ekologi
Arten vilar i grottor eller i gruvor. Där bildas ofta större kolonier med upp till 300 medlemmar men kolonier med cirka 50 medlemmar förekommer likaså. Denna fladdermus jagar nattfjärilar och troligen andra insekter. Upphittade honor var dräktiga med en unge.
På grund av vingarnas konstruktion antas att Cloeotis percivali har bra förmåga att flyga genom luckorna i den täta vegetationen. Arten jagar med hjälp av ekolokalisering och ljuden som används har en hög frekvens på cirka 210 kHz. Enligt ett fåtal studier föder honor som tillhör samma koloni ungefär samtidig sina ungar. Däremot behövs fler undersökningar som kan bekräfta denna vana.